# ديكون فيلبس
ديكون فيلبس هو شخصية أعمال كندي، ولد في 12 مارس 1867، وتوفي في 1951.